# Colobothea passerina
Colobothea passerina är en skalbaggsart som beskrevs av Wilhelm Ferdinand Erichson 1848. Colobothea passerina ingår i släktet Colobothea och familjen långhorningar.
Artens utbredningsområde är Guyana. Inga underarter finns listade i Catalogue of Life.